# ミハイル・スタクン
ミハイル・オシポヴィチ（ヨシフォヴィチ / ヴォシパヴィチ）・スタクン（ロシア語: Михаил Осипович (Иосифович) Стакун、ベラルーシ語: Міхаіл Восіпавіч Стакун、1893年 - 1943年4月27日）は、ロシアの革命家・ソビエト連邦の政治家。

## 生涯

### 青年期
1893年、ロシア帝国ヴィリナ県ネズャヌィ (be) に生まれ、1909年からサンクトペテルブルク、リガ、レーヴェリの工場で働いた。1912年からボリシェヴィキ党員となり、同年に逮捕され翌1913年にリガに2年間追放された。1916年には再び逮捕されている。

### 革命期
翌1917年1月からロシア帝国軍に従軍していたが、十月革命の際は冬宮襲撃に参加。同年から翌1918年まではペトログラードで赤衛隊ヴィボルグ地区参謀候補および同地区ソビエト執行委員を、1918年には中央兵站管理食糧委員、赤軍軍事経済管理委員、第12軍革命軍事会議メンバーを、同年から1923年まではペンザ県食糧委参議会員、コンスタンチノヴォ食糧委員、ドン州 (ru) ミッレロヴォ食糧委員、ノヴォチェルカッスク郡食糧委員を歴任した。

### 後半生
同年から翌1924年まではロシア共産党・全連邦共産党のノヴォチェルカッスク郡委責任書記、同年から1927年までは北カフカース地方統制委幹部会員、同年から1929年まではスタヴロポリ管区 (ru) 委責任書記、同年から翌1930年9月までは北カフカース地方委員およびチタ管区 (ru) 委責任書記を務めた。同年から1932年までは党中央委附属マルクス・レーニン主義コースで学び、同年から1934年までは党東カザフスタン州委 (ru) 第一書記に就いた。
翌1935年1月から6月まではソビエト連邦重工業人民委員部 (ru) 白ロシア社会主義ソビエト共和国担当全権、同月から1937年までは白ロシア共産党ゴメリ市委第一書記、同年6月19日から10月25日までは党中央委 (be) 局員 (be) に就き、7月7日から11月13日までは白ロシア共和国中央執行委 (ru) 議長に就いた。
その後は同年から翌1938年8月まで「ロッスナプスブィト」オリョール支社長を務めたが、同月14日に逮捕された。容疑とされた「反ソ活動」については1940年の連邦最高裁軍事参議会判決で無罪とされたが、1943年に連邦最高裁は判決を覆した。同年4月27日、スタクンはNKVDタンボフ刑務所で（公式には大葉性肺炎によって）死去した。その後、1954年に名誉回復がなされた。